# Закон Бера
Зако́н Бе́ра  — положення, висунуте К. Бером (1857), за яким усі річки, що течуть у напрямку, близькому до меридіанного (скажімо, із півночі на південь або навпаки), у Північній півкулі більше підмивають правий берег, а в Південній — лівий, внаслідок чого ці береги стають високими, стрімкими, а протилежні — низькими, пологими.
Це явище пояснюється силою Коріоліса, яка зумовлена добовим обертанням Землі навколо осі. Однак, величина цієї сили досить мала й іноді зрівноважується такими факторами, як дія вологих вітрів, основний нахил місцевості, геологічна будова долини тощо.
Закон Бера краще помітний на великих річках (Дніпрі, Волзі та ін.)